# グル・モハメッド
グル・ムハンマド（ヒンディー語: गुल मुहम्मद、ヒンディー語ラテン翻字: Gul Mohammed。1957年2月25日 - 1997年10月1日）は、インドのニューデリーに暮らした20世紀の男性で、ギネスブック（ギネス世界記録）が認定している、これまでに測定された世界で最も背の低い成人（身長57cm）であったが、2012年に身長54.6cmとよりいっそう低身長のネパール人男性チャンドラ・バハドゥール・ダンギがその事実を72歳にして公表し、同年2月26日にギネスブックの認定を受けたことによって、ムハンマドの記録は史上第2位となった。

## 概要
1990年7月19日、ニューデリーのラーム・マノーハル・ローヒヤー病院 (en) でラーム・マノーハル・ローヒヤー (en) によって行われた計測の結果、彼は身長57 cm（1 ft 10.4 in。※比較資料：1 E-1 m ）、体重17.0 kg（37.5  lb）と記録されている。
※数値的誤差について

この記録に限らず、長さに関する記録では、二次資料によって提示される数値が個々に大きな差異があってどれが正しいものか判断に窮する場合があるが、これは、メートル法とヤード・ポンド法という2種の異なる単位系のどちらに基準が置かれているのか明確でない場合があることと、異なる単位系で示される数値が換算して合致しない場合が多々あることに原因する混乱と思われる。本件の場合、メートル法に基準が置かれているはずであるが、ギネスブックが示す身長の数値 57 cm / 1 ft 10.4 in は微妙に換算数値が合わないのであり、メートル法に基準を置くなら正確には 57 cm / 1 ft 10.44 in、ヤード・ポンド法に基準を置くなら 56.9 cm / 1 ft 10.4 in である。また、ロサンゼルス・タイムズなどが記す数値は端数を削った 22 inであり、これをメートル換算してしまった二次・三次資料では 55.88 cm と大きな誤差が生じてしまっている。
1997年10月1日、満40歳のとき、重度の喫煙から来る気管支喘息と気管支炎が原因の呼吸器合併症によって死亡した。